# 이치다촌 (나가노현)
이치다촌(市田村)은 나가노현 시모이나군에 있던 촌이다. 현재의 다카모리정에 해당한다.

## 역사
- 1889년 4월 1일 - 정촌제 시행에 의해 6촌의 구역을 확장해 성립하였다.
- 1957년 7월 1일 - 야마부키촌과 합병해 다카모리정이 성립하여, 동일 이치다촌은 폐지되었다.

## 교통

### 철도
- 일본국유철도
  - 이다선

### 도로
- 국도 제153호선

## 참고문헌
- 角川日本地名大辞典 20 長野県